# حارشة ثنائية الألوان
حارشة ثنائية الألوان (الاسم العلمي: Psorophora discolor) هي نوع من الحشرات تتبع جنس الحارشة من فصيلة البعوضيات.